# Warkocz

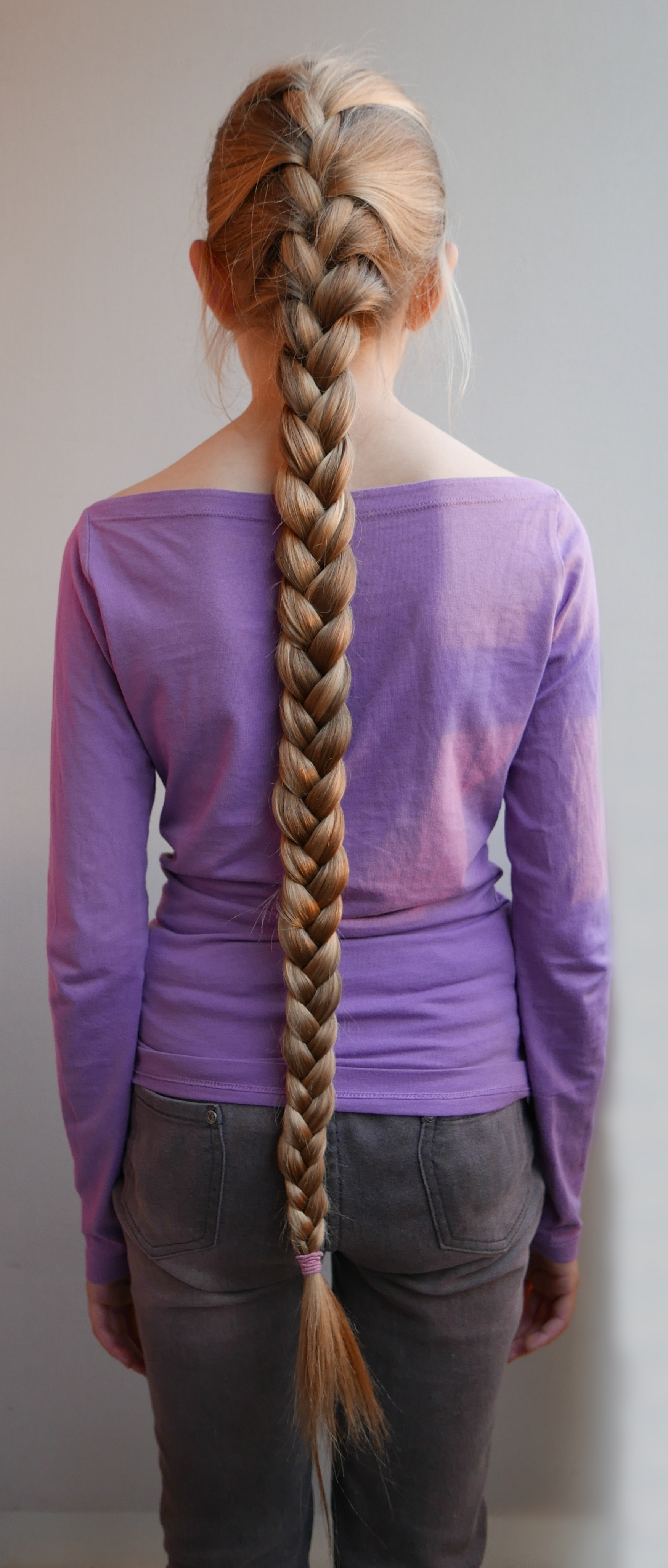
Warkocz francuski

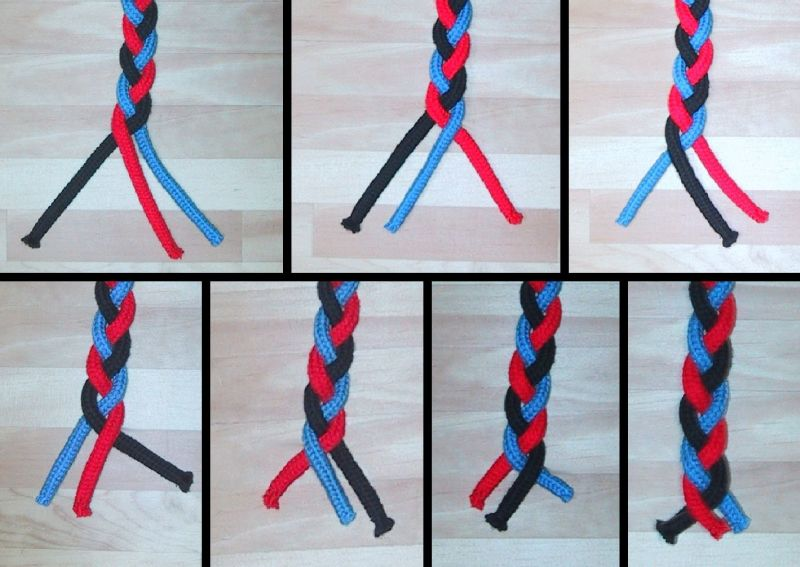
Fazy zaplatania warkocza

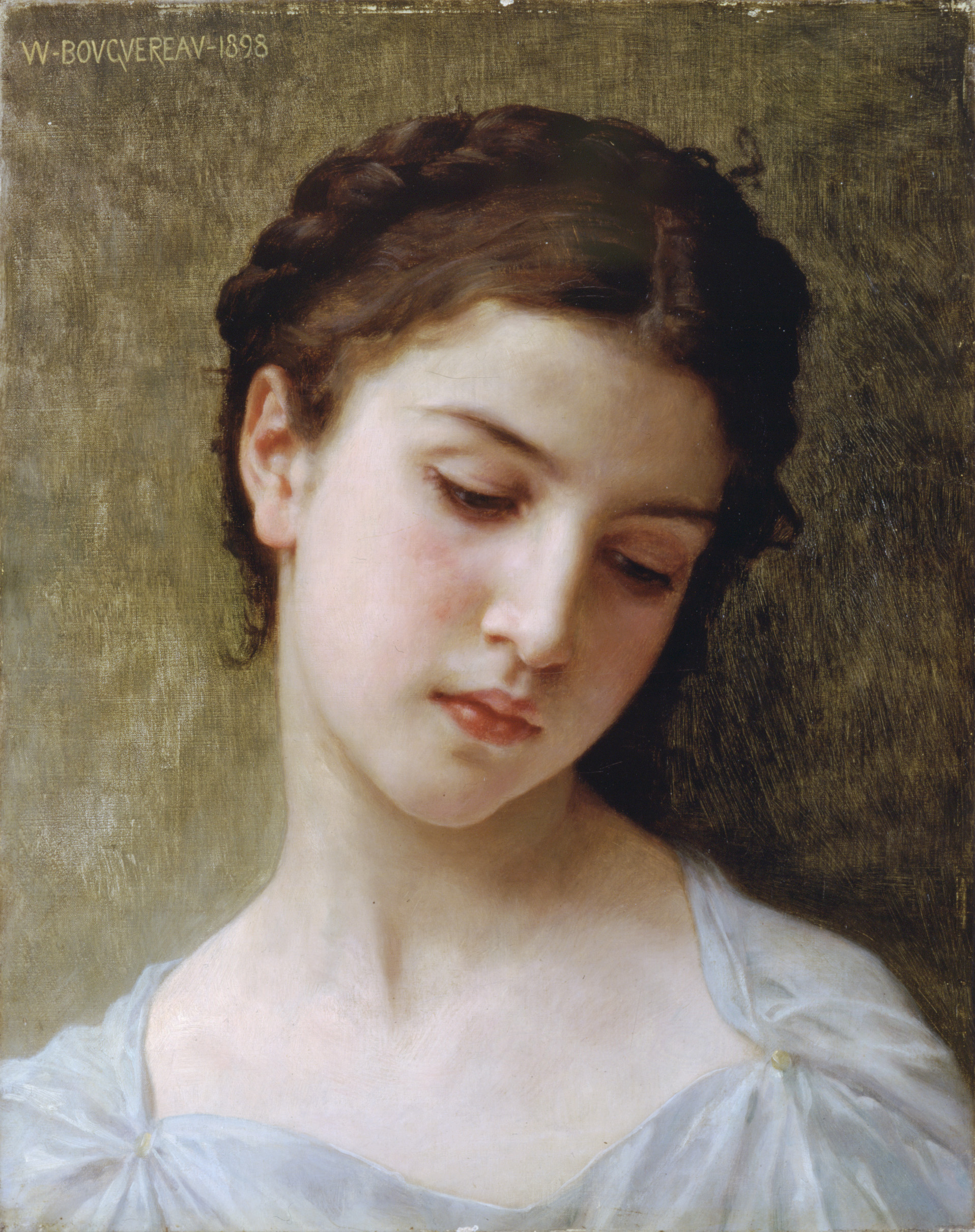
Uczesanie nazywane koroną

Warkocz – uczesanie z trzech (lub więcej) pasm długich, splecionych włosów, zabezpieczone przed rozplataniem (np. wstążką, czasem związaną w kokardę, frotką, itp.). W tradycji europejskiej włosy były splatane w jeden warkocz, noszony z tyłu głowy lub dwa, symetrycznie po bokach głowy – czasem dodatkowo upięte. W kulturach afrykańskich fryzura może składać się z bardzo wielu cienkich warkoczyków. 
Warkoczem nazywa się także każdy wykonany w ten sposób splot. 
Odmiany uczesania:
- warkocz francuski – warkocz, w którym splatanie rozpoczyna się od wierzchołka głowy, a do początkowo cienkich pasm dobiera się coraz więcej włosów
- korona – długi warkocz opleciony wokół głowy
- kukiełka – warkocz zwinięty i upięty z tyłu głowy
- baranek – dwa warkocze zwinięte przy uszach (na kształt baranich rogów)
- warkocze dobierane (cornrows) – warkocze wykonywane z wielu pasm i umiejscowione bezpośrednio przy skórze
- harcap – warkocz z włosów lub peruki, noszony przez mężczyzn w XVIII wieku

Sploty warkoczy:
- splot francuski (warkocze francuskie) – gdzie pasma włosów wplatane są w warkocz od góry
- splot holenderski (warkocze holenderskie) – gdzie pasma włosów wplatane są od dołu (stąd wyraźny wypukły wzór)[1]